# Leendert Hasenbosch
Leendert Hasenbosch est un marin néerlandais de la Compagnie néerlandaise des Indes orientales né probablement vers 1695 à La Haye et mort vers 1725, vraisemblablement sur l'île de l'Ascension.
En 1724, il devient comptable d'un navire de la compagnie. Le 17 avril 1725, Hasenbosch est reconnu coupable de sodomie à la suite d'une escale du navire au Cap. Le 5 mai 1725, il est débarqué sur l'île de l'Ascension, inhabitée, à titre de punition. On lui laisse une tente, un mois d'eau, des graines, des outils, des vêtements, du matériel d'écriture et des livres de prières.
Il écrit un journal jusqu'à sa mort. Dans l'île, Leendert Hasenbosch se nourrit principalement de tortues et d'oiseaux. Bien qu'il ait pu trouver de l'eau à plusieurs reprises, il fut contraint à boire le sang des tortues et des oiseaux, ainsi que sa propre urine.
En janvier 1726, des marins britanniques découvrent la tente et les effets personnels du naufragé, y compris son journal. Ils n'ont pas trouvé de squelette mais Hasenbosch est probablement mort de soif.